# Turuzi
Turuzi (łac. Turuzitanus) – stolica historycznej diecezji we Cesarstwie rzymskim w prowincji Afryka Prokonsularna, sufragania metropolii Kartagina. Współcześnie w Tunezji. Obecnie katolickie biskupstwo tytularne.

## Biskupi tytularni
| Lp. | Biskup                     | Funkcja                                                         | Od               | Do                   |
| --- | -------------------------- | --------------------------------------------------------------- | ---------------- | -------------------- |
| 1   | Mathurin-Marie Le Mailloux | wikariusz apostolski Douali (Kamerun)                           | 14 czerwca 1932  | 17 grudnia 1945      |
| 2   | Denis Hurley               | wikariusz apostolski Natal (Południowa Afryka)                  | 12 grudnia 1946  | 11 stycznia 1951     |
| 3   | Rémy Augustin              | biskup pomocniczy Port-au-Prince koadiutor Port-de-Paix (Haiti) | 8 kwietnia 1953  | 18 września 1978     |
| 4   | Armand Toasy               | biskup pomocniczy Mahajanga (Madagaskar)                        | 22 czerwca 1984  | 3 lipca 1987         |
| 5   | Juan Luis Cipriani Thorne  | biskup pomocniczy Ayacucho (Peru)                               | 23 maja 1988     | 13 maja 1995         |
| 6   | Juan Alberto Puiggari      | biskup pomocniczy Parany (Argentyna)                            | 20 lutego 1998   | 7 czerwca 2003       |
| 7   | José Refugio Mercado Díaz  | biskup pomocniczy Tehuantepec (Meksyk)                          | 16 września 2003 | 15 października 2014 |
| 8   | Mark Rivituso              | biskup pomocniczy St. Louis (USA)                               | 7 marca 2017     | 1 lipca 2025         |